# أناخي
أناخي جيوفانا بوينتي دي فيلاسكو (بالإسبانية: Anahí Giovanna Puente de Velasco) وعرفت اختصاراً باسم أناخي (بالإسبانية: Anahí) هي مغنية وممثلة مكسيكية ولدت في يوم 13 مايو 1983 في مدينة مكسيكو عاصمة المكسيك لأب إسباني وأم مكسيكية، مثلت في عدة مسلسلات تيلينوفيلا مكسيكية، أصبحت أناخي عضوة في فرقة أر بي دي اللاتينية والتي اشتهرت من سنة 2004 إلى سنة 2009 بعد أن إنفصلت عنهم ونالت معهم جائزة غرامي مرتين وحققت معهم مبيعات وصلت لأكثر من 20 مليون نسخة لألبوم Mi Delirio، ألبوماتها التي أطلقتها وحدها أيضاً حققت مبيعات كبيرة وصلت إلى 3 مليون نسخة أخرها كان ألبوم Inesperado الذي طرحته في سنة 2016، في سنة 2015 تزوجت من محافظ تشياباس مانويل فيلاسكو كويلو.

## روابط خارجية
- أناخي على موقع IMDb (الإنجليزية)
- أناخي على موقع ميوزك برينز (الإنجليزية)
- أناخي على موقع أول ميوزيك (الإنجليزية)
- أناخي على موقع ديسكوغز (الإنجليزية)
- أناخي على موقع ديسكوغز (الإنجليزية)
- أناخي على موقع قاعدة بيانات الفيلم (الإنجليزية)